# Matchoi Djaló
Matchoi Bobó Djaló (Bissau, 10 aprile 2003) è un calciatore portoghese, centrocampista o attaccante dell'İstanbul Başakşehir.

## Caratteristiche tecniche
Esterno offensivo molto duttile, agisce prevalentemente come ala sinistra ma può essere impiegato anche come seconda punta o trequartista.

## Carriera

### Club
Cresciuto nel settore giovanile del Paços Ferreira, debutta in prima squadra il 10 agosto 2019 in occasione dell'incontro di Primeira Liga perso 5-0 contro il Benfica; il 24 luglio 2020 realizza la sua prima rete nel pareggio per 3-3 contro il Gil Vicente. Il 31 luglio 2021 rinnova il proprio contratto con il club gialloverde fino al 2024.
Nell'estate del 2024 si trasferisce nella prima divisione turca all'İstanbul Başakşehir.

### Nazionale
Nel 2019 ha giocato 2 partite con la nazionale portoghese Under-17.

## Statistiche
Statistiche aggiornate all'11 dicembre 2021.

### Presenze e reti nei club
| Stagione        | Squadra         | Campionato      | Campionato | Campionato | Coppe nazionali | Coppe nazionali | Coppe nazionali | Coppe continentali | Coppe continentali | Coppe continentali | Altre coppe | Altre coppe | Altre coppe | Totale | Totale | Totale |
| Stagione        | Squadra         | Comp            | Pres       | Reti       | Comp            | Pres            | Reti            | Comp               | Pres               | Reti               | Comp        | Pres        | Reti        | Pres   | Reti   |        |
| --------------- | --------------- | --------------- | ---------- | ---------- | --------------- | --------------- | --------------- | ------------------ | ------------------ | ------------------ | ----------- | ----------- | ----------- | ------ | ------ | ------ |
| 2019-2020       | Paços Ferreira  | PL              | 3          | 1          | CP+CdL          | 0+1             | 0               |                    | -                  | -                  |             | -           | -           | 4      | 1      |        |
| 2020-2021       | Paços Ferreira  | PL              | 3          | 0          | CP              | 1               | 0               |                    | -                  | -                  |             | -           | -           | 4      | 0      |        |
| 2021-2022       | Paços Ferreira  | PL              | 6          | 0          | CP+CdL          | 1+2             | 0               | UECL               | 3                  | 0                  |             | -           | -           | 12     | 0      |        |
| Totale carriera | Totale carriera | Totale carriera | 12         | 1          |                 | 5               | 0               |                    | 3                  | 0                  |             | -           | -           | 20     | 1      |        |